# 内田文昭
内田 文昭（うちだ ふみあき、1932年2月19日 - 2021年12月26日）は、日本の法学者（刑法）。法学博士（北海道大学、1963年）（学位論文「過失同時犯の正犯性」）。神奈川大学名誉教授。

## 人物
北海道小樽市生まれ。ハンス・ヴェルツェルが提唱した目的的行為論をとるが、主観的違法要素を認めないので、結果無価値論に近い結論をとることがある。『過失と共犯』、『刑法における過失共働の理論』で、新過失論の立場に立ち、過失（過失犯）にも共犯がありうることを提唱した。
1966年（昭和41年）に日本刑法学会賞を受賞した。
恩師は荘子邦雄。

## 学歴
- 1951年（昭和26年） 北海道小樽桜陽高等学校卒業
- 1955年（昭和30年） 北海道大学法学部卒業、北海道大学法学部助手 [3]

## 職歴
- 1960年（昭和35年） 北海学園大学専任講師
- 1964年（昭和39年） 上智大学助教授
- 1969年（昭和44年） 上智大学教授
- 1976年（昭和51年） 北海道大学教授
- 1983年（昭和58年） 帝京大学教授
- 1991年（平成3年） 神奈川大学教授
- 1994年（平成6年） 神奈川大学学長
- 1997年（平成9年） 神奈川大学学長退任
- 2004年（平成16年）神奈川大学退職　同名誉教授　北陸大学法学部客員教授
- 2006年（平成18年）北陸大学退職

公職として旧司法試験第二次試験考査委員（1979年1月～1981年12月）、学校法人神奈川大学常任監事（2005年～2008年）

## 著書
- 『過失と共犯』（有斐閣、1965年）
- 『刑法における過失共働の理論』（有斐閣、1973年）
- 『刑法解釈論集（総論I）』（立花書房、1982年）
- 『改訂刑法I（総論）』（青林書院、1986年）
- 『犯罪概念と犯罪論の体系』（信山社、1990年）
- 『犯罪構成要件該当性の理論』（信山社、1992年）
- 『犯罪の実質とその現象形態』（信山社、1993年）
- 『刑法概要上巻』（青林書院、1995年）
- 『刑法各論〔第3版〕』（青林書院、1996年）
- 『刑法概要中巻』（青林書院、1999年）[4]